# بيتر لوي

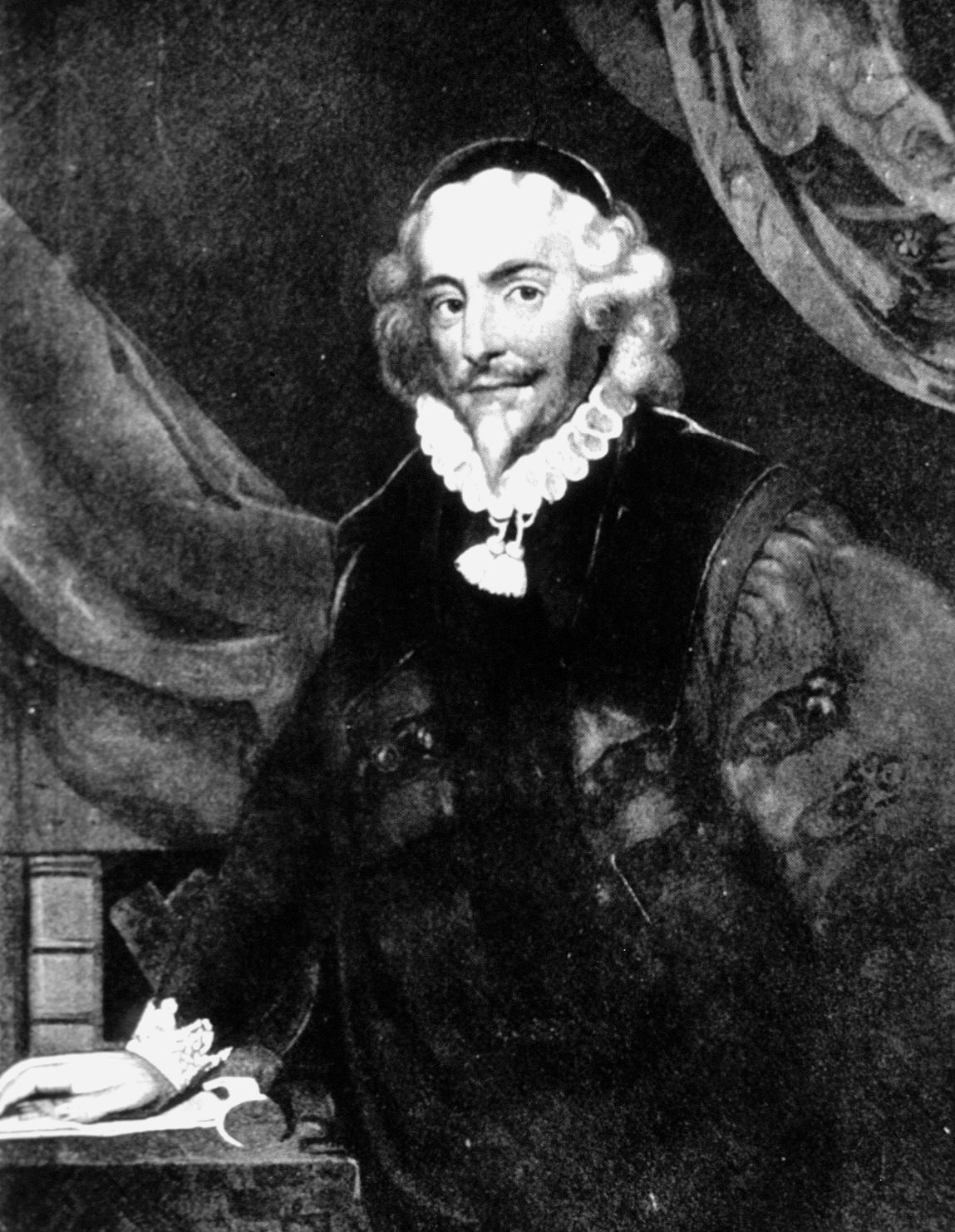
بيتر لوي

بيتر لوي (ق. 1550 – 1610) هو جراح اسكتلندي ومؤسس ما يعرف حاليا بمسمى كلية الأطباء والجراحين الملكية في جلاسكو.